# Вілкінсон-Гайтс (Південна Кароліна)
Вілкінсон-Гайтс (англ. Wilkinson Heights) — переписна місцевість (CDP) в США, в окрузі Оранджберг штату Південна Кароліна. Населення — 1946 осіб (2020).

## Географія
Вілкінсон-Гайтс розташований за координатами 33°29′31″ пн. ш. 80°49′43″ зх. д. / 33.49194° пн. ш. 80.82861° зх. д. (33.491864, -80.828571).  За даними Бюро перепису населення США в 2010 році переписна місцевість мала площу 7,76 км², уся площа — суходіл.

## Демографія
Згідно з переписом 2010 року, у переписній місцевості мешкали 2493 особи в 995 домогосподарствах у складі 580 родин. Густота населення становила 321 особа/км².  Було 1218 помешкань (157/км²).
Расовий склад населення:
| - 92,5 % — чорних або афроамериканців - 3,0 % — білих - 0,2 % — азіатів - 0,1 % — корінних американців - 2,9 % — осіб інших рас |

До двох чи більше рас належало 1,2 %. Частка іспаномовних становила 4,1 % від усіх жителів.
За віковим діапазоном населення розподілялося таким чином: 22,8 % — особи молодші 18 років, 60,3 % — особи у віці 18—64 років, 16,9 % — особи у віці 65 років та старші. Медіана віку мешканця становила 35,1 року. На 100 осіб жіночої статі у переписній місцевості припадало 88,6 чоловіків;  на 100 жінок у віці від 18 років та старших — 79,8 чоловіків також старших 18 років.
Середній дохід на одне домашнє господарство  становив 35 534 долари США (медіана — 28 144), а середній дохід на одну сім'ю — 47 581 долар (медіана — 46 591). Медіана доходів становила 21 682 долари для чоловіків та 26 732 долари для жінок. За межею бідності перебувало 17,5 % осіб, у тому числі 20,4 % дітей у віці до 18 років та 20,8 % осіб у віці 65 років та старших.
Цивільне працевлаштоване населення становило 1169 осіб. Основні галузі зайнятості: освіта, охорона здоров'я та соціальна допомога — 21,5 %, роздрібна торгівля — 14,7 %, виробництво — 14,1 %.